# Застенок Устерхи
Засте́нок Устерхи́ (бел. Засценак Усцярхі) — агрогородок в составе Козловичского сельсовета Глусского района Могилёвской области Республики Беларусь.

Административный центр сельсовета.

## Население
- 1999 год — 283 человека
- 2009 год — 246 человек